# Коттанелло
Коттанелло (итал. Cottanello) — коммуна в Италии, располагается в регионе Лацио, в провинции Риети.
Население составляет 556 человек (2008 г.), плотность населения составляет 15 чел./км². Занимает площадь 37 км². Почтовый индекс — 2040. Телефонный код — 0746.
Покровителями коммуны почитаются святой апостол Андрей Первозванный и святой Катальд, празднование 30 ноября и 10 мая.

## Демография
Динамика населения:

## Администрация коммуны
- Официальный сайт: https://web.archive.org/web/20060813093947/http://www.comune.cottanello.ri.it/